# القارئ
القارئ (دير فورلسر) هي رواية لأستاذ القانون والقاضي الألماني برنارد شلينك تندرج في المحاولات الصهيونية المتكررة لإعادة تشكيل الوعي الغربي بما يحقق مصالحهم. وقد نشرت في ألمانيا في عام 1995 وفي الولايات المتحدة (مترجمة إلى اللغة الإنكليزية من جانب كارول براون جانواى) في عام 1997. وهى تتعامل مع الصعوبات التي تجدها الأجيال اللاحقة في فهم المحرقة؛ على وجه التحديد، ما إذا كان يمكن نقل الشعور بأصوله وأحجامه بصورة كافية فقط من خلال وسائل الإعلام المكتوبة والشفوية. كان هذا السؤال يتردد على نحو متزايد في أساس أدب المحرقة في أواخر القرن ال 20 وأوائل القرن 21، حيث مات ضحايا وشهود المحرقة، وبدأت الذاكرة الحية في التلاشي.
وقد لاقى كتاب شلينك ترحيبا في بلده الأصلي، وأيضا في الولايات المتحدة، وقد فاز بجوائز عديدة. وتعتبر الرواية خروجاً عن روايات المباحث المعتادة لشلينك. وقد أصبحت أول رواية ألمانية تصل إلى أعلى قائمة صحيفة النيويورك تايمز لأكثر الكتب مبيعا. وقد ترجمت إلى 37 لغة وأدرجت في المناهج الدراسية لدورات الكليات في أدب محرقة اليهود واللغة الألمانية والأدب الألماني. وقد فوبل فيلم التكيف سنة 2008 إخراج ستيفن دالدري بأراء مختلطة.

## الملخص
وتروى القصة في ثلاثة أجزاء من قِبل الشخصية الرئيسية، مايكل بيرغ. تدور أحداث كل جزء في فترة زمنية مختلفة في الماضي.
يبدأ الجزء الأول في مدينة ألمانيا الغربية في عام 1958. بعد 15 عاما من العمر يمرض مايكل وهو في طريقه إلى منزله، وتلاحظه قاطعة تذاكر الترام حنا شميتز 36 عاما، فتقوم بتنظيف جراحه، وتراقبه بأمان وهو في طريقه إلى منزله. وأمضي شهورا عديدة بعدها وهو متغيب عن المدرسة يقاوم مرض التهاب الكبد.
وقام بزيارة حنا ليشكرها على مساعدتها وأدرك أنه منجذب إليها. وشعر بالحرج بعد أن رأته يراقبها عند ارتداءها ملابسها، فهرب، لكنه عاد بعد أيام. بعد أن أمرته باسترداد الفحم من القبو، أصبح مغطى بغبار الفحم. وكانت تراقبه عند قيامه بالاستحمام وقامت بإغراءه. وكان حريصا على العودة لشقتها بشكل منتظم، وتبدأ العلاقات الغرامية الساخنة. وقاموا بطقوس الاستحمام وبممارسة الجنس، وذلك غالبا قبل أن يقرأ لها بصوت عال، خصوصا الأدب الكلاسيكي، مثل الأوديسة وسيدة مع الكلب لتشيخوف[ ؟ ]. كلاهما لا يزال إلى حد ما بعيداً عن بعضه من الناحية العاطفية على الرغم من التقارب الجسدي. وكان صراع حنا بسبب إحساسها بالذنب، أحيانا جسديا وكلاميا مؤذياً لمايكل.
وبعد عدة أشهر، رحلت حنا فجأة دون أن تترك أي أثر. وكانت المسافة بينهما تتسع حيث كان مايكل يقضى المزيد من الوقت مع أصدقاء المدرسة. وبدأ يشعر بالذنب ويعتقد أنه فعل شيء كان السبب في رحيلها. وقد أفسدت ذكرى حنا جميع علاقاته مع غيرها من النساء.
في الجزء الثاني، بعد ثماني سنوات، عند الذهاب إلى المدرسة القانون، كان يمثل جزءا من مجموعة من الطلاب الذين يتابعون محاكمة جرائم حرب. وكانت مجموعة من النساء في منتصف العمر يخدمون في حراسات قوات الأمن الخاصة للقمر الصناعي أوشفيتز في بولندا المحتلة يحاكمون من أجل تعرض300 امرأة يهودية تحت «حمايتهم» المزعومة يموتون في حريق مغلق في الكنيسة التي تعرضت للقصف خلال اخلاء المخيم. وقد تم تدوين الحادث في الكتاب الذي كتبه واحد من الناجين القلائل، التي هاجرت إلى الولايات المتحدة بعد الحرب، وكانت نجمة الشهود في المحاكمة.
وقد أذهلت المفاجأة مايكل، حيث كانت حنا واحدة من المدعى عليهم، مما أدى إلى به إلى مجموعة تغيرات المفاجئة من العواطف المعقدة. وشعر بالذنب لأنه يحب مجرمة عديمة الرحمة، في نفس الوقت دُهِش كثيرا بسبب استعداد حنا لتحمل المسؤولية كاملة عن الإشراف على الحراس الآخرين على الرغم من الأدلة التي تثبت خلاف ذلك. وقد اتُهِمت بكتابة عن إطلاق النار. في البداية كانت تنفي ذلك ولكن بعد ذلك اعترفت به في حالة من الفزع لكي لا تضطر إلى إعطاء عينة من خط يدها. كان مايكل وهو يشعر بالذعر يدرك أن حنا لديها سرا لكنها ترفض الكشف عنه بأي ثمن—فقد كانت أمية.
هذا الإدراك يفسر العديد من تصرفات لحنا: رفضها للتنمية الذي يمكن أن يخرجها من مسؤولية الإشراف على هؤلاء النساء، وكذلك حالة الهلع التي كانت تعانى منه طوال حياتها خوفا من افتضاح أمرها. أثناء المحاكمة، كان من الواضح أنها أُخِذت مع النساء صاحبات الوهن والضعف، وكانت تجعلهن يقراءون لها قبل إرسالهن إلى غرف الغاز. وحسم مايكل الأمر في ما إذا كانت تريد أن تجعل أيامهم الأخيرة محتملة، أم أنها كانت سببا في وفاتهم حتى لا يكشفوا سرها؟ وقد أُدينت وحُكِم عليه بالسجن مدى الحياة. وقد اختار أن لا يكشف سرها، ولكن لا يمكن أن يسيطر على عواطفه.
الجزء الثالث: يحاول مايكل التوصل إلى تفاهم مع مشاعره لحنا، ويبدأ في تسجيل قراءات من الكتب وارسالهم إليها دون أي مراسلات في حين تواجدها في السجن. وتمر السنوات، يصبح مايكل مطلقا ولديه ابنة من زواجه القصير. بدأت حنا تعلم نفسها القراءة، ثم الكتابة بطريقة طفولية، عن طريق استعارة الكتب من مكتبة السجن، ومتابعة الأشرطة طوال النص. وهى تكتب لمايكل، لكنه لا يستطيع أن يرد عليها. بعد 18 عاما، كانت حنا على وشك ان يتم إطلاق سراحها، وقد وافق (بعد تردد) أن يجد لها مكانا للإقامة والعمل، زائراً إياها في السجن. وفي يوم من الإفراج عنها في عام 1984 انتحرت واصاب مايكل الحسرة. علم مايكل من السجان أنها كانت تقوم بقراءة كتبا للعديد من الناجين من محرقة اليهود البارزين، مثل ايلي ويزل، بريمو ليفي، تاديوش بوروفسكي، وتاريخ المخيمات. وكان السجان غاضباً منه لعدم التواصل مع حنا بأي وسيلة أخرى غير الأشرطة السمعية. وتركت حنا له واجبا: وهو إعطاء كل أموالها إلى الناجين من حريق الكنيسة.
في الخاتمة، زار مايكل المرأة اليهودية التي تعيش حاليا في نيويورك والتي كتبت كتابا عن لحن الشتاء الجنائزى من أوشفيتز. وكنت تستطيع أن ترى صراع مشاعره الرهيب وفي النهاية أخبرها عن علاقتة الشبابية حنا. وعلقت الأضرار الغير معلنة والتي سببتها لمن حولها في الهواء. وكشف عن زواجه القصيرة الذي لم يكن مبنيا على حب، وابنتة البعيدة. وكانت المرأة متفهمة للموقف ولكن غير قادرة على حل قضية خسارتها لأسرتها، ورفضت أن تأخذ المدخرات التي طلبت حنا من مايكل أن يسلمها لها، قائلة: «هذا يعني إعطاء الغفران، والذي لا أستطيع أن أفعله». وطلبت منه أن يتبرع بها على النحو الذي يراه مناسبا؛ اختار جمعية خيرية يهودية لمكافحة الأمية، باسم حنا. ومع ذلك، أخذت المرأة علبة الشاى القصدير القديمة التي تركت فيه حنا المال والتذكارات، «ليحل محل علبة شاي مماثلة كانت قد سرقت منها وهى طفلة في المعسكر», وهى إشارة صغيرة نحو حارسها السابق، وعلاج لذاكرتها. عاد مايكل إلى ألمانيا وزار قبر حنا للمرة الأولى والوحيدة.

## الشخصيات
بعده مايكل وحنا، لم يكن لأى من الشخصيات الكبيرة الذين ظهرت فعليا بروح المحاكاة اسماً.
- مايكل بيرغ، وهو الألماني الذي صُوِر في البداية وهو صبى يبلغ من العمر 15 عاما، وقد عاد مرة آخرى في أجزاء لاحقة من حياته، عندما أصبح باحثا في التاريخ القانوني، وأصبح مطلقا وله ابنة واحدة هي جوليا.[1][2][3] مثل الكثيرين من أبناء جيله، كان يناضل من أجل التوصل إلى تفاهم مع تاريخ بلاده الحديث.
- حنا شميتز، أمية، وحارس سابق لقوات الأمن في معسكر أوشفيتز. كانت تبلغ من العمر 36 عاما وتعمل موصل[ ؟ ] للترام في نويشتاد عندما التقت لأول مرة بمايكل الذي كان يبلغ من العمر 15 عاما. وقد أخذت موقعا مهيمنا في العلاقة بينهما.
- والد مايكل، كان أستاذ قي الفلسفة متخصصا في كانط وهيغل. وقد فقد وظيفته خلال الحقبة النازية لإعطاءه محاضرة عن سبينوزا، وكان يجب عليه لإعالة نفسه وأسرته أن يلجأ لكتابة الكتب الإرشادية الأغلى قي السعر. وكان رسميا للغاية وكان يطلب من أولاده أخذ موعد لرؤيته. وكان قاسيا في مشاعره، وليس من السهل التعبير عن مشاعره لمايكل أو لأشقاءه الثلاثة، مما يؤدي إلى تفاقم الصعوبات التي خلقتها حنا لمايكل. وبحلول الوقت الذي يسرد فيه مايكل القصة، يموت والده.
- والدة مايكل، نراها قليلا. كان لمايكل ذكريات جميلة وهى تقوم بتدليله عندما كان طفلا، والذي أيقظته مرة آخرى علاقتة مع حنا. ويخبره المحلل النفسي الذي قابله انه ينبغي النظر في تأثير والدته عليه أكثر، نظرا لأنها لا تكاد تظهر في إعادة روايتة عن حياته.
- المرأة اليهودية التي كتبت كتابا عن مسيرة الموت من أوشفيتز. كانت تعيش في مدينة نيويورك عندما زارها مايكل بالقرب من نهاية القصة، وهى لا تزال تعاني من فقدان عائلتها.

## عناصر أدبية

### النمط
استخدم شلينك كلا من لهجة الهاردبويلد من روايات المباحث التي سبق له ان كتبها ومنهجا أكثر تعبيرا، وأحيانا شعريا، وأكثر اتساقا مع المواد ذات الوزن. ويضرب مثلا للأول ببلادة افتتاح الفصل عند التحولات الرئيسية للمؤامرة، مثل «صباح اليوم التالي، كانت ميتة.» هذا الأخير يدخل الرواية من الممرات مثل «لقد كانت واحدة من صور حنا التي بقت معي. لقد احتفظت بهم معى، ويمكنني أن أعرضهم على الشاشة العقلية وأشاهدهم، دون تغيير، غير مستهلكين.»
كما أنه يستخدم بشكل حاذق chiasmus («أنا لم أكشف عن أي شيء كان يجب أن أحتفظ به لنفسي. احتفظت لنفسي بشيئ ويجب أن أكشفه») في بعض الأحيان لإبراز ارتباك مايكل.

#### الشعور بالذنب والفجوة بين الأجيال الألمانية
الموضوع الرئيسي لشلينك هو كيف وجد جيله، بل وجميع الأجيال بعد الرايخ الثالث صعوبة في التأقلم مع جرائم النازية («الماضي الذي لا يمحى والذي يجب أن نعيش به»). وكان هناك لجماعاته الموقف الفريد في عدم اللوم والشعور بواجب الدعوة إلى حساب جيل آبائهم،

... (الذي) كان قد خُدِم من قبل الحراس، والمنفذين، أو لم يفعل شيئا لوقفها، أو لم يقوم بنفيهم من وسطهم كما كان يمكن القيام به بعد عام 1945، كان في قفص الاتهام، ونحن استكشفناه، وعرضناه للمحاكمة قي الصباح، وأُدين بالعار... ونحن جميعا ندين والدينا بالعار، حتى لو كان المسؤول الوحيد الذي كان يمكن أن يحقق ذلك بعد عام 1945 كان يسمح لمرتكبي الجرائم وهو في وسطهم... كلما كانت الأحداث رهيبة أكثر عن ما قرأنا وسمعنا، كلما أصبحنا أكثر يقينا من مسؤوليتنا للتنوير والإتهام... كان الماضي النازي هو مشكلة حتى بالنسبة للأطفال الذين لا يمكن أن يتهموا آبائهم بأي شيء، أو لا يريدون.

ولكن بينما كان يود أن يكون بهذه البساطة، كانت تجربته مع حنا تعقد الأمور:

كنت أرغب في نفس الوقت فهم جريمة حنا، وادانة هذا العمل. ولكنها كانت رهيبة بشكل كبير لذلك. عندما حاولت أن أفهم ذلك، كان لدي شعور أنني فشلت في الإدانة كما يجب أن يكون. عندما قمت بالإدانة كما يجب أن يكون، لم يكن هناك مجال للتفاهم... أردت أن أطرح نفسي كل المهام -- التفهم والإدانة. ولكن كان من المستحيل القيام بكلاهما على حد سواء.

حدثت العلاقة الغير متكافئة بين حنا ومايكل، في شكل مصغر، لبا دي دو من الألمان الكبار والشباب في سنوات ما بعد الحرب. «... الألم الذي أحسست به بسبب حبي لحنا كان بطريقة ما هو مصير أبناء جيلي، وهو المصير الألماني» لاستنتاجات مايكل.
وهناك رواية قوية من هذه العروض في المشهد الذي يسافر الطالب مايكل بطلب التماس لموقع معسكر الاعتقال لناتزويلر ستاتوف- أثناء المحاكمة، للحصول على ما يأمل أن يكون معلومات أولية لم تحصل أثناء المحاكمة. السائق الذي أخذه معه هو رجل كبير السن الذي سألة عن ما يعتقد والذي أعتبر من دوافع أولئك الذين نفذوا عملية القتل، ثم قدًم جوابا من تلقاء نفسه:

الجلادا لا يخضع للأوامر. انه يقوم بعمله، وقال انه لا يكره الناس انه ينفذ فيهم الجلد، وقال انه لا يقوم بالانتقام منهم، وقال انه لا يقتلهم لانهم في طريقه، أو يقومون بتهديده أو الاعتداء عليه. انها مسألة لامبالاة له حيث يمكن قتلهم بسهولة أو لا.

بعد أن روى الرجل حكاية عن صورة لإعدام جماعية التي رأها أوالتي تبين مستوى غير معتاد من النظرة الثاقبة التي على ما يظهر أن الضابط النازي يفكر فيها، مايكل المشتبه به يجري هذا الضابط والمواجه له. الرجل أوقف السيارة وطلب منه المغادرة.

#### الأمية
بالإضافة إلى تعقيد تقدير مايكل وتقديرنا للذنب الحقيقي لحنا، وأميتها التي تصبح مجازا لفهم عصري للمحرقة. حتى عنوان الكتاب يلعب على هذا (باللغة الألمانية[ ؟ ]، وvorlesen الفعل لا ينطبق إلا على القراءة بصوت عال، كما يفعل مايكل لحنا، وكما قالت لائحة الاتهام هي تُقرأ لها بصوت عال في المحكمة على مدى يوم ونصف).
يزخر القارئ بالعديد من الإشارات إلى بيانات عن المحرقة، خارجيا واداخليا على حد سواء لسرد مايكل، وبعض الحقائق التي اخترعها شلينك. ولهذا الأخير، الكتاب الأكثر أهمية هو كتاب عن الناجى من مسيرة الموت الذي يشكل أساس القضية المرفوعة ضد حنا. هو تلخيص بإسهاب، ولفترة وجيزة، على الرغم من أنه لم يعط له عنوان. يجب على مايكل قراءتها باللغة الإنكليزية بعد عدم نشر الترجمة الألمانية: «وكانت ممارسة شاقة وغير مألوفة في ذلك الوقت. وكما هو الحال دائما، خلقت اللغة الغريبة الغير متقنة والمتنازع عليها من سلسلة مسافات غريبة وفورية». في قراءة ثانية في وقت لاحق، كان يقول «هو الكتاب نفسه الذي يخلق المسافة».
هذا الغرور الذي ينطبق على المحرقة ككل، كما يتضح من خلال عيون أواخر القرن 20th، طوال الرواية. وبمجرد إلمام حنا بالقراءة وفهم الوضع تماما أكثر مما نستطيع، لا تستطيع أن نعيش مع نفسها بعد الآن. وهي تخبر مايكل :

كان لدي دائما شعور بأن لا أحد يفهمنى على أية حال، أن لا أحد يعرف من أنا وما جعلني افعل هذا أو ذاك. وكما تعلمون، عندما لا يفهمك أحد، لا أحد يستطيع أن يدعوك إلى الحساب. حتى لا يمكن للمحكمة أن تدعونى للحساب. ولكن يمكن قتلى. إنهم يفهمون. حتى لا يمكن لهم أن يكونوا هناك، ولكن إذا فعلوا ذلك، ولكن يفهموا على نحو أفضل. هنا في السجن كانوا معي كثيرا. جاءوا في كل ليلة، إذا أردتهم أم لا. قبل المحاكمة يمكن أن أستطيع طرده عندما يريدوا أن يأتوا.

عندما توقف الممارسات الألمانية، وتسأل القاضي في محاكمتها «ما الذي قمت به؟» حول ما إذا كان ينبغي لها أن تترك وظيفتها في شركة سيمنز، وتأخذ وضع الحارس، انها حقا تريد جوابا، وليس مجرد غضب أو مسألة خطابية. ونتيجة لها العار لكونها من الأميين، إلا أنها لم تدع الجزء الأكبر من هذه الجريمة يرتبط بها، وقالت انها سمحت لتلك التي لها النصيب الأكبر من المسؤولية هربا من المساءلة الكاملة، مما يثير السؤال ما إذا أصبحت كبش فداء مناسب.
من جانبنا، كان مايكل يدرك أن جميع محاولاته لتصور حنا تصور على ما كانت عليه من قبل، وما حدث، قد تلون من جانب ما قرأ أو شاهد في الأفلام. وكان يشعر بصعوبة تحديد هوية الضحايا بعد علمه بأن حنا غالبا ما التقطت إحدى السجينات لتقراء لها، كما سيقوم في وقت لاحق فقط بإرسال تلك الفتاة لأوشفيتز وغرف الغاز بعد عدة أشهر. هل تفعل ذلك لجعل الأشهر الأخيرة للشخص من المؤكد تقريبا أن يموت أكثر احتمالا؟ أو لتبقى سرها آمنا؟ عدم قدرة مايكل على كل من الفهم وإدانة كل هذا.
وسأل نفسه والقارئ:

ماذا ينبغي على جيلنا الثاني ان يفعل، ماذا ينبغي أن يفعل مع المعرفة بأهوال إبادة اليهود؟ لا ينبغي لنا أن نعتقد أننا يمكن أن نفهم الغير مفهوم، ولا ينبغى أن تقارن الغير مقارن، ونحن قد لا نقوم بالاستفسار لجعل الأهوال كائنا للتحقيق ولكن نجعل من الأهوال موضوعا للمناقشة، حتى لو كانت الويلات قي حد ذاتها ليست موضع تساؤل، بدلا من الموافقة عليها باعتبارها شيئا في المواجهة والتي لا يسعنا إلا أن تصمت من الاشمئزاز والعار والشعور بالذنب. إلا أننا يجب أن تصمت من الاشمئزاز والعار والشعور بالذنب؟ لاى غرض؟

## الأهمية الأدبية والنقد
كانت رواية شلينك نجاحا تجاريا كبيرا ليس فقط في وطنه ولكن في العالم الناطق باللغة الإنجليزية، ليصبح بذلك أول رواية ألمانية لقائمة نيويورك تايمز لاكثر الكتب مبيعا عندما ترجم بعد ذلك بعامين.

### ألمانيا
باع القارئ 500,000 نسخة في ألمانيا. وحصل على عدة جوائز أدبية والعديد من الاستعراضات المواتية. في عام 2004، عندما نشرت شبكة تلفزيون زد دي اف قائمة المائة كتاب المفضلين لدي القراء الألمان، وكانت في المركز 14، ثاني أعلى مرتبة لأية رواية ألمانية معاصرة على القائمة.
كتب الناقد راينر موريتس لدي فيلت أنها تأخذ "النقيض الفني بين  القطاعين العام والخاص إلى السخف". كتب فيرنر فولد في فوكس[ ؟ ] على أنه «لا يجب أن يسمح أحد للمواضيع الكبيرة أن تذهب بعيدا، وعندما يمكن للمرء حقا الكتابة عنها.» 
في عام 1998 مُنِحت القارئ جائزة هانز فالادا، وهي الجائزة الأدبية الألمانية.

### الترجمة الإنجليزية
في صفحات لصحيفة النيويورك تايمز نفسها، أطلق عليها ريتشارد بيرنشتاين انها «اعتقال، أنيقة من الناحية الفلسفية، ومعقدة من الناحية الأخلاقية.»  في حين وجدت النهاية مفاجئة جدا، في استعراض الكتاب، قالت سوزان روتا أداء شلينك من حيث «الانصهار الجريء قي ما بعد رومانسية القرن التاسع عشر، بعد انتهاء نماذج الحكاية الخرافية مع التاريخ المرعب للقرن العشري المتحرك، والموحي، الملئ بالأمل في النهاية». واستمرت في بيع 750,000 نسخة، وكثيرا منهم بعد تم تصويرها في "نادي أوبرا للكتاب" في عام 1999.
تلك السنة نفسها، ناقش سيدي موزر كلاوس، رئيس وكالة المهارات الأساسية لبريطانية في زارة التعليم والتوظيف قصة حنا في تصديره لجيش صرب البوسنة في تقرير شامل عن الأمية وعدد الأميين. باع الكتاب 200,000 نسخة في المملكة المتحدة، على الرغم من أن الاستعراضات هناك بها زيادة طفيفة مختلطة.
فاز الكتاب عام 1999 بجائزة Boeke.

### النقد
يعتبر النهج الذي يتبعه شلينك تجاه إشكالية ذنب حنا في الحل النهائي شكوى متكررة حول هذا الكتاب. في وقت مبكر اتُهِم بتنقيح أو تزييف التاريخ. في تسايتونج Süddeutsche، اتهمه جيريمي أدلر بعرض «المواد الإباحية الثقافية»، وقال ان الرواية تبسط التاريخ وتجبر قرائها على تحديد الجناة.
في العالم الناطق باللغة الإنجليزية، أطلقت سينثيا أوزيك في تعليق[ ؟ ] عليه في مجلة «المنتج، الواعى أو لا، من الرغبة في تحويل (الاهتمام) من ذنب السكان المتعلمين عادة في بلد يشتهر بالحضارة.» 
كان فريدريك رافاييل أكثر حدة، قائلا ان لا أحد يمكن ان يوصي بالكتاب "دون أن يكون له الأذن القصدير للخيال ويغض الطرف عن الشر. انتقد رون روزنباوم تهيئة فيلم القارئ، مع ملاحظة أنه حتى لو كان الألمان مثل حنا مجازا "أميين" فيما يتعلق بالمحرقة، "فمن المؤكد أن يكونوا سمعوا عنها من فم هتلر في رسالته الشهيرة عام 1939 قي البث الإذاعي إلى ألمانيا والعالم، والتي هدد فيها بإبادة اليهود إذا بدأت الحرب. كان عليك أن تكون أصم، وأبكم، وكفيف، وليس مجرد أُمى... من الؤكد أنك غبيا جدا".
كما يجادل المنتقدون للقارئ على نحو متزايد على الأسس التاريخية، مشيرين إلى أن الجميع في ألمانيا يمكن وينبغي لهم أن يعرفوا عن نوايا هتلر تجاه اليهود، وأنهم اختاروا عدم التصريح بأن شلينك قد قرر أن يكون ولادة "حنا" خارج ألمانيا في "Hermannstadt "(ترانسيلفانيا، رومانيا). كانت أول دراسة عن أسباب لماذا لم يظهر دخول الألمان من ترانسيلفانيا إلى قوات الأمن الخاصة إلا في عام 2007، بعد 12 عاما من نشر الرواية، ولكن قي تلك النقطة، وضعت المناقشات على القارئ بالفعل حنا بقوة في سياق ألمانيا. وترسم الدراسة بالتساوي صورة تاريخية معقدة كما قي رواية شلينك.
قال شلينك: «في إسرائيل ونيويورك أحب الجيل الأكبر سنا الكتاب» ولكن هؤلاء الذين من جيله كانوا أكثر عرضة لانتقاد مايكل وعدم قدرتة على الإدانة الكاملة لحنا. واضاف (كما في[ ؟ ] صحيفة الجارديان «لقد سمعت هذا النقد عدة مرات ليس من الجيل الأكبر سناً، ولكن من الجيل الذي عاصره».

## تهيئة الفيلم
صدرت نسخة الفيلم التي أخرجها ستيفن دالدري في ديسمبر 2008. لعبت كيت وينسلت دور حنا،  مع ديفيد كروس الذي قام بدور مايكل الشاب، ورالف فاينز في دور الرجل الأكبر سنا. قام برونو غانز ولينا أولين بأدوار داعمة. ورشح لخمسة جوائز أوسكار منها أفضل فيلم. فازت وينسلت بجائزة الاوسكار كممثلة أولى.

## الروابط الخارجية
- دليل الناشر مع 16 سؤال
- صفحة نادي أوبرا للكتاب  مع السيرة الذاتية، والمراجعات، والمسائل والمنتدى
- bookrags.com دليل الدراسة مع مختصرات الفصل
- دليل القراءة بالأسئلة من دورة تاريخ كلية اللغة الألمانية

لم يتم العثور على روابط لمواقع التواصل الاجتماعي.